# Boville Ernica
Boville Ernica là một đô thị thuộc tỉnh Frosinone trong vùng Lazio nước Ý. Đô thị này có diện tích 28 km², dân số 8869 người.
Đô thị này giáp các đô thị sau: Monte San Giovanni Campano, Ripi, Strangolagalli, Torrice, Veroli.